# クロベタゾン
クロベタゾン(Clobetasone、国際一般名)は、湿疹や乾癬等の皮膚炎の治療に用いられる副腎皮質ホルモンである。日本の格付けで5段階中2のミディアムの医薬品クロベタゾン酪酸エステル、商品名キンダベートがある。グラクソ・スミスクラインから、Eumosone、Eumovate、またはTrimovateの商標名で、クロベタゾン酪酸塩が発売されている。
トリモベート(Trimovate)は、他に抗生物質のオキシテトラサイクリンや抗真菌薬のナイスタチンも含んでいる。
外用薬では吸収率の高い部位、頬、頭、首、陰部では長期連用しないよう注意し、顔への使用はミディアム以下（キンダベートではミディアム）が推奨される。外用薬について全米皮膚炎学会によれば、ステロイド外用薬離脱の危険性を医師と患者は知っておきべきで、効力に関わらず2-4週間以上は使用すべきではない。